# Соломатин, Виктор Павлович
Виктор Павлович Соломатин (7 января 1964, Москва) — советский футболист, нападающий.

## Биография
Воспитанник футбольной школы московского «Торпедо». В 1982 году впервые включён в заявку основного состава автозаводцев, но в первом сезоне выступал только за дубль. В главной команде «Торпедо» дебютировал 20 августа 1983 года в матче высшей лиги против минского «Динамо», заменив на 32-й минуте Николая Васильева. Всего в 1983 году провёл в высшей лиге 5 матчей, во всех выходил на замены. В 1984 году тоже находился в заявке «Торпедо», но за основной состав не играл. В первенстве дублёров высшей лиги в 1983—1984 годах в 54 играх забил 8 голов.
Бронзовый призёр футбольного турнира Спартакиады народов СССР 1983 года в составе юношеской сборной Москвы.
В 1985—1986 годах выступал в чемпионате Литовской ССР за «Невежис» Кедайняй. В первом сезоне в 26 играх забил три гола, во втором — два гола в 23 матчах. В 1987 году провёл 6 матчей весной во второй лиге в составе тульского «Арсенала».
Дальнейшая судьба неизвестна.